# The Browns

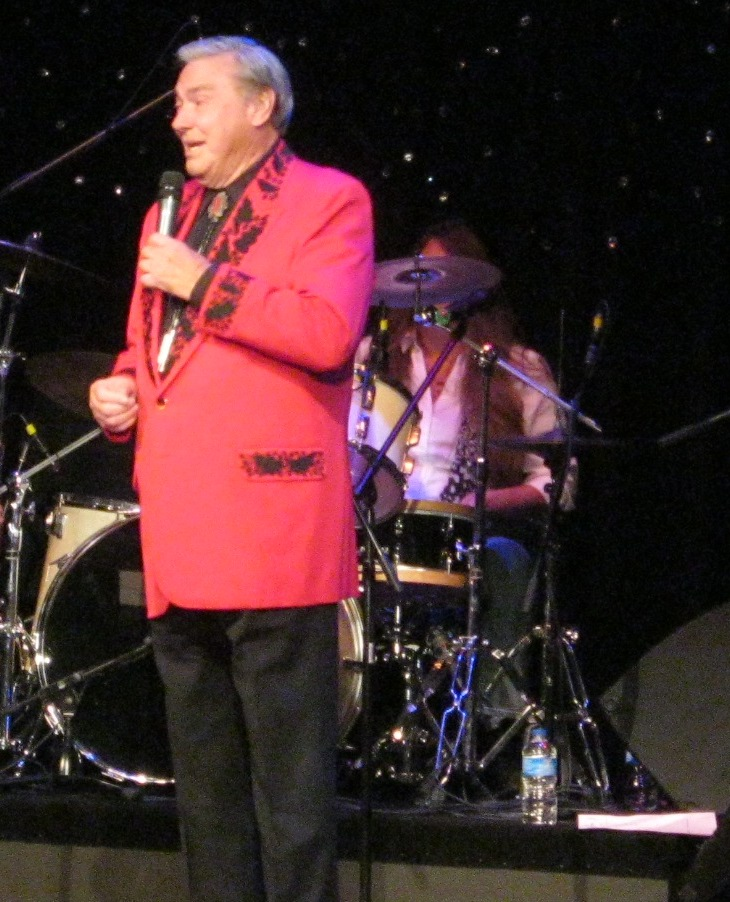
Jim Ed Brown (2012)

The Browns war ein amerikanisches Gesangstrio der Country-Musik der späten 1950er und 1960er Jahre. Es bestand aus den Geschwistern Jim Ed Brown (* 1. März 1934 in Sparkman, Arkansas; † 11. Juni 2015 in Franklin, Tennessee), Maxine Brown (* 27. April 1931 in Campti, Louisiana; † 21. Januar 2019) und Bonnie Brown (* 31. Juli 1938 in Sparkman, Arkansas; † 16. Juli 2016). Ihr bekanntester Hit war The Three Bells.

## Geschichte

### Anfänge
Die Browns begannen ihre musikalische Laufbahn als Duo, als Anfang der 1950er Jahre Jim Ed mit seiner älteren Schwester Maxine erstmals bei lokalen Radiostationen auftraten. 1954 wurde beim Fabor-Label die erste Single eingespielt. Die Eigenkomposition Looking Back to See konnte sich auf Anhieb in der Country-Top-10 platzieren. Unterdessen hatte die jüngste Schwester Bonnie ihre Schulausbildung abgeschlossen. Aus dem Duo wurde ein Trio. Es folgte ein Engagement bei der Louisiana Hayride Show, mit der sie überregionale Bekanntheit erlangten. 1955 wurde mit Here Today and Gone Tomorrow erneut ein Top-10-Hit erreicht.

### Durchbruch
Ihr nächster Karriereschritt war ein Engagement bei der Ozark Jubilee Fernsehshow, das 1956 zu einem Schallplattenvertrag mit RCA-Victor führte. Ihre ersten beiden Singles I Take the Chance und I Heard the Bluebirds Sing erreichten fast die Spitze der Country-Charts. Danach wurde Jim Ed zum Militär eingezogen. Eine weitere Schwester, Norma, nahm in dieser Zeit seinen Platz ein.
Nach Jim Eds Rückkehr ins Zivilleben gelang dem Trio 1959 mit dem Folk-orientierten The Three Bells einer der größten Hits der 1950er Jahre. Der einstige Erfolgssong von Édith Piaf (Les trois cloches) hielt zehn Wochen Platz eins der Country-Charts und erreichte auch in der Pop-Hitparade die Spitzenposition. Ihr äußerst fein abgestimmter Harmony-Gesang, für den Produzent Chet Atkins verantwortlich zeichnete, hatte sie zur unangefochten führenden Vokalgruppe gemacht.
Ihre Erfolge hielten auch in den nächsten Jahren an, wenn auch kein mit The Three Bells vergleichbarer Hit mehr verbucht werden konnte. Ihre bekanntesten Songs in dieser Zeit waren Scarlet Ribbon, The Old Lamplighter und Send Me the Pillow You Dream On. 1963 wurden sie Mitglied der Grand Ole Opry. Ihre letzten Hits waren I Hear It Now und Big Daddy. Dann ging das Trio auseinander, da sich die mittlerweile verheirateten Maxine und Bonnie mehr ihren Familien widmen wollten. Jim Ed Brown hatte bereits 1965 seine Solokarriere eingeleitet und konnte sie ohne größeren Einbruch fortsetzen. Mit seiner späteren Gesangspartnerin Helen Cornelius war er noch lange Jahre erfolgreich. Maxine kehrte später noch einmal für kurze Zeit ins Musikbusiness und in die Charts zurück.

## Diskografie

### Alben
| Jahr | Titel Album         | Höchstplatzierung, Gesamtwochen, AuszeichnungChartsChartplatzierungen (Jahr, Titel, Album, Platzierungen, Wochen, Auszeichnungen, Anmerkungen) | Anmerkungen            |
| Jahr | Titel Album         | Country | Anmerkungen            |
| ---- | ------------------- | --- | ---------------------- |
| 1965 | When Love Is Gone   | Country18 (2 Wo.)Country | feat. Jim Edward Brown |
| 1967 | Our Kind Of Country | Country25 (10 Wo.)Country |                        |

Weitere Alben
- 1957: Jim Edward, Maxine & Bonnie Brown
- 1959: Sweet Sounds by the Browns
- 1960: Town & Country (feat. Jim Edward Brown)
- 1961: Our Favorite Folk Songs (feat. Jim Edward Brown)
- 1961: Songs from the Little Brown Church Hymnal (feat. Jim Edward Brown)
- 1964: Grand Ole Opry Favorites
- 1964: This Young Land
- 1965: Three Shades of Brown
- 1965: I Heard the Bluebirds Sing
- 1966: Alone with You
- 1967: The Old Country Church
- 1967: Sing the Big Ones from the Country
- 1968: Sing a Harvest of Country Songs
- 1969: Sugar Cane County
- 1983: Rockin’ Rollin’ Browns
- 1986: Jim Ed Brown & the Browns (Jim Edward Brown & the Browns)
- 1996: Family Bible

### Kompilationen
- 1960: The Browns Sing Their Hits (feat. Jim Edward Brown)
- 1966: The Best of the Browns
- 1980: The Beautiful Country Music of the Browns
- 1985: 20 of the Best
- 1986: Looking Back to See: First Four Albums 1957–60
- 1993: The Three Bells (8 CDs)
- 2008: The Complete Hits
- 2009: A Country Music Odyssey
- 2012: Soft as the Voice of an Angel
- 2013: Complete Pop & Country Hits

### Singles
| Jahr | Titel Album                                | Höchstplatzierung, Gesamtwochen, AuszeichnungChartplatzierungen (Jahr, Titel, Album, Platzierungen, Wochen, Auszeichnungen, Anmerkungen) | Höchstplatzierung, Gesamtwochen, AuszeichnungChartplatzierungen (Jahr, Titel, Album, Platzierungen, Wochen, Auszeichnungen, Anmerkungen) | Höchstplatzierung, Gesamtwochen, AuszeichnungChartplatzierungen (Jahr, Titel, Album, Platzierungen, Wochen, Auszeichnungen, Anmerkungen) | Höchstplatzierung, Gesamtwochen, AuszeichnungChartplatzierungen (Jahr, Titel, Album, Platzierungen, Wochen, Auszeichnungen, Anmerkungen) | Anmerkungen |
| Jahr | Titel Album                                | DE | UK | US | Country | Anmerkungen |
| ---- | ------------------------------------------ | --- | --- | --- | --- | ----------- |
| 1958 | Would You Care –                           | — | — | — | Country13 (2 Wo.)Country |             |
| 1959 | Beyond The Shadow –                        | — | — | — | Country11 (12 Wo.)Country |             |
| 1959 | The Three Bells Sweet Sounds By The Browns | DE7 (24 Wo.)DE | UK6 (13 Wo.)UK | US1 (17 Wo.)US | Country1 (19 Wo.)Country |             |
| 1959 | Scarlet Ribbons (For Her Hair) –           | — | — | US13 (14 Wo.)US | Country7 (16 Wo.)Country |             |
| 1960 | The Old Lamplighter –                      | — | — | US5 (15 Wo.)US | Country20 (7 Wo.)Country |             |
| 1960 | Teen-Ex –                                  | — | — | US47 (7 Wo.)US | — |             |
| 1960 | Send Me the Pillow You Dream On –          | — | — | US56 (7 Wo.)US | Country23 (3 Wo.)Country |             |
| 1960 | Blue Christmas –                           | — | — | US97 (1 Wo.)US | — |             |
| 1961 | Ground Hog –                               | — | — | US97 (2 Wo.)US | — |             |
| 1963 | Oh No! –                                   | — | — | — | Country42 (1 Wo.)Country |             |
| 1964 | Then I’ll Stop Loving You –                | — | — | — | Country12 (26 Wo.)Country |             |
| 1964 | Everybody’s Darlin’, Plus Mine –           | — | — | — | Country40 (6 Wo.)Country |             |
| 1965 | Meadowgreen –                              | — | — | — | Country46 (4 Wo.)Country |             |
| 1966 | I’d Just Be Fool Enough –                  | — | — | — | Country16 (13 Wo.)Country |             |
| 1966 | Coming Back To You –                       | — | — | — | Country19 (10 Wo.)Country |             |
| 1967 | I Hear It Now –                            | — | — | — | Country54 (7 Wo.)Country |             |
| 1967 | Big Daddy –                                | — | — | — | Country52 (7 Wo.)Country |             |
| 1967 | I Will Bring You Water –                   | — | — | — | Country64 (4 Wo.)Country |             |

Weitere Singles
- 1955: Here Today and Gone Tomorrow
- 1955: You Thought I Thought
- 1956: I Take the Chance
- 1956: I’m in Heaven
- 1956: Just as Long as You Love Me
- 1956: A Man with a Plan
- 1957: It Takes a Long Long Train with a Red Caboose
- 1957: The Last Thing I Want
- 1957: I Heard the Bluebirds Sing
- 1959: Forty Miles of Bad Road
- 1960: Lonely Little Robin
- 1960: Whiffenpoof Song
- 1961: My Baby’s Gone
- 1961: Foolish Pride
- 1961: Angel’s Dolly
- 1962: Buttons and Bows
- 1962: It’s Just a Little Heartache
- 1962: Remember Me
- 1962: Whispering Wine
- 1963: The Twelfth Rose
- 1965: No Sad Songs for Me
- 1965: You Can’t Grow Peaches on a Cherry Tree